# کلاته ملا (میامی)
کلاته ملا یک روستا در بخش مرکزی شهرستان میامی است که در دهستان فرومد واقع شده‌است. این روستا تا دی ماه سال ۱۳۱۶ از توابع خراسان و سبزوار بوده و مردم آن به زبان فارسی خراسانی با لهجه سبزواری صحبت می‌کنند.کلاته ملا ۶۱ نفر جمعیت دارد.